# Лука Ускокович
Лука Ускокович (серб. Luka Uskoković, нар. 10 квітня 1996, Подгориця, Чорногорія) — чорногорський футболіст, захисник словенського клубу «Марибор».

## Ігрова кар'єра

### Клубна
Лука Ускокович починав займатися футболом у чорногорському клубі «Будучност». У 2014 році футболіст приєднався до молодіжної команди словенського клубу «Марибор».2016 рік футболіст провів в оренді у клубі Другої ліги «Заріца» з міста Крань.
У 2021 році уонтракт захисника з клубом закінчився але протягом кількох місяців Ускокович так і не зміг знайти нового клубу і в тому ж році підписав новий контракт з «Марибором». У 2022 році футболіст дебютував у складі словенського клубу на міжнародній арені у матчах єврокубків.

### Збірна
У 2018 році Лука Ускокович провів дві гри у складі молодіжної збірної Чорногорії.